# Richie Adubato
Richie Adubato, né le 23 novembre 1937, à Irvington, au New Jersey, est un ancien entraîneur américain de basket-ball.